# Bloomfield Township (Oakland County, Michigan)
Bloomfield Township is een plaats (charter township) in de Amerikaanse staat Michigan, en valt bestuurlijk gezien onder Oakland County. Volgens de volkstelling van 2010 telde de plaats een bevolking van 40.070 inwoners. De inwoners zelf verwijzen vaak, zij het foutief, naar hun woonplaats als Bloomfield Hills, het stadje dat door het township geografisch gezien bijna volledig wordt omsingeld; ook wordt het geregeld kortweg Bloomfield genoemd.
Dit township in de metropoolregio van Detroit is tevens het eerste township dat opgericht werd in heel Oakland County. Samen met de aangrenzende plaatsen Bloomfield Hills en West Bloomfield Township vormt het de rijke buitenbuurt van de stad Detroit, op meer dan 35 kilometer ten noordwesten van het centrum. In 2010 werd Bloomfield Township gerangschikt als de duurste stedelijke buitenwijk van de hele staat Michigan.

## Geschiedenis[3]

### 19e eeuw

#### Vóór de officiële oprichting
In 1818 tekende landmeter Horatio Ball de naar hem vernoemde Ball Line Road uit, een baan die Pontiac en Royal Oak moest verbinden. Deze belangrijke verbindingsweg, vandaag bekend als Woodward Avenue, doorkruist het oostelijke deel van het hedendaagse grondgebied van het township. In 1819 bouwde John Hunter een blokhut op het grondgebied van Bloomfield en werd zo de eerste "kolonist" om er zich te vestigen. John Hamilton en Elijah Willets deden al gauw hetzelfde. In 1820 opende John Hunter ook het eerste café van de zeer prille nederzetting.
Op 20 juni 1820 besliste de gouverneur van Michigan, Lewis Cass, om het zuidelijke deel van Oakland officieel Bloomfield Township te noemen. Dit maakt van Bloomfield een van de oudste nog bestaande townships van heel Michigan. Het dorpje groeide gestaag verder uit. Zo werd op de splitsing van Lone Pine Road en Woodward Avenue in 1824 een eerste postkantoor opgericht en in 1826 opende Ezra Doolittle op de splitsing van Charing Cross Road en Kensington Road een eerste winkel.

#### Officiële oprichting (1827)
Begin 1827 werd het plaatsje officieel geïncorporeerd als "The Charter Township of Bloomfield" en op 25 mei 1827 werd de eerste townshipraad gehouden in het huis van John Hamilton. Lemuel Castle werd verkozen als eerste township supervisor ("burgemeester") en Ezra Park als eerste township clerk ("gemeentesecretaris"). Op deze eerste vergadering werd onder andere vastgelegd dat iedere inwoner die een wolf doodde 5 dollar zou ontvangen. In 1830 telde Bloomfield Township nog steeds maar 30 gezinnen.
In 1833 werd het grondgebied van het township zeer sterk ingekrompen. Zo werd het hele westelijk deel omgedoopt tot West Bloomfield Township en in het zuiden verloor het ook gronden aan het nieuwe – toen veel grotere – Southfield Township (dat onder andere Royal Oak omvatte). Beide afgestane gebieden telden toen nog zo'n 90 km². Uiteindelijk was het grondgebied dat Bloomfield in 1827 officieel toegewezen kreeg in 1833 dus al meer dan gehalveerd.
In het uiterste zuidwesten van Bloomfield Township opende Peter Van Every in 1837 een graanmolen die werkte op waterkracht van de Franklinrivier. Deze bestaat tot op de dag van vandaag en noemt nu de Franklin Cider Mill, naar de appelen die er op waterkracht tot sap vermalen worden.

### 20e eeuw

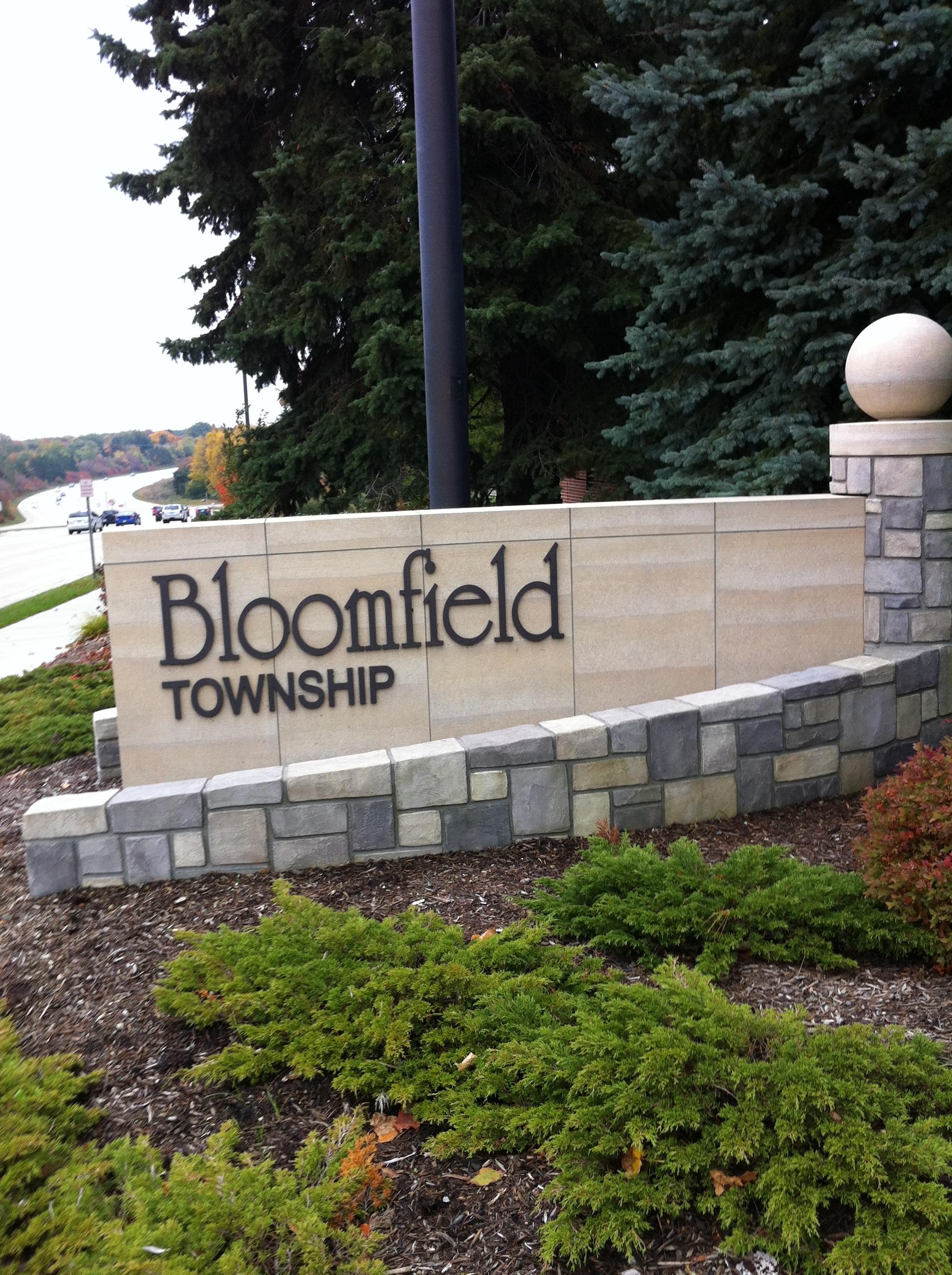
Verwelkomingsbord

Bloomfield bleef op demografisch vlak groeien, maar in de jaren 1930 moesten ze opnieuw heel wat grondgebied prijsgeven. In 1933 scheurde Bloomfield Hills (13,05 km²) zich af van Bloomfield Township om een aparte stad te worden en in 1934 deed Birmingham (12,43 km²) precies hetzelfde.
In 1958 werd de grootste kerk van Bloomfield ingewijd, namelijk de Kirk in the Hills. Deze maakt deel uit van de presbyteriaanse kerk. Er kwamen steeds meer gemeentelijke diensten en in 1964 werd Bloomfield Township Public Library, de openbare bibliotheek, officieel geopend.

### 21e eeuw
In 2004 - 40 jaar na de oprichting van de publieke bibliotheek - werd bij de bevolking een referendum gehouden voor een eventuele grote renovatie en drastische uitbreiding van het aanbod van deze bibliotheek, met een kost van 23 miljoen dollar. Dit werd met een overweldigende meerderheid aanvaard.

## Bestuurlijke indeling
Bloomfield Township heeft enkele gemeentevrije gebieden (unincorporated communities):
- Charing Cross is gelegen bij de kruising van Kensington Road en Charing Cross Road[5] en had vroeger ook een eigen treinstation.
- Circle had een eigen postkantoor van 1894 tot en met 1902.[6]
- Oak Grove is gelegen op de grens met Auburn Hills aan de South Boulevard, tussen de Opdyke Road en de I-75 autostrade.[7]

## Geografie

### Algemeen
Volgens het United States Census Bureau beslaat de plaats een oppervlakte van 67,4 km², waarvan 64,6 km² bestaat uit land en 2,8 km² bestaat uit water. Het grondgebied gaat van relatief plat tot licht golvend met een gemiddelde hoogte van 260 meter boven de zeespiegel.

### Ligging

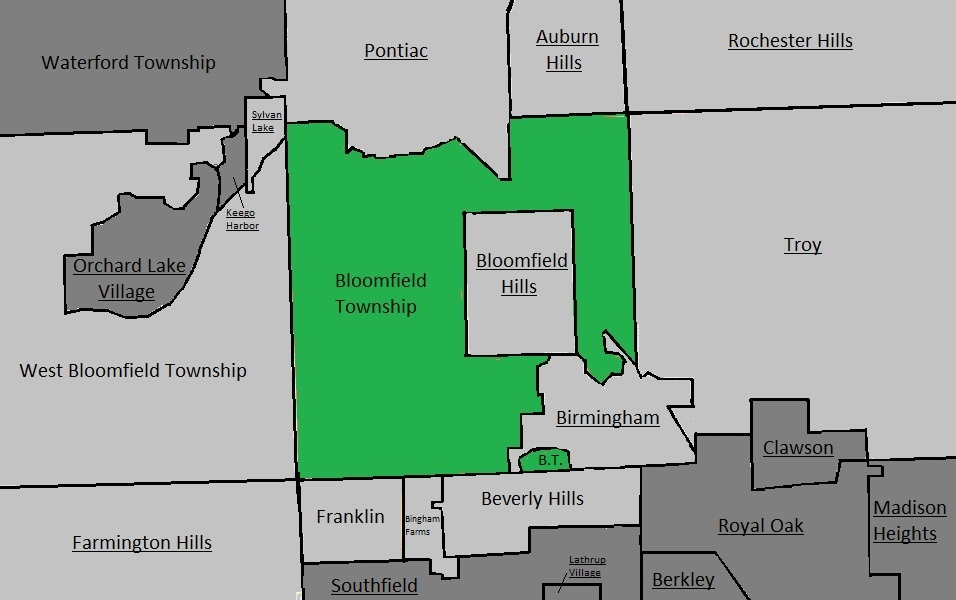
Een simpele kaart van Bloomfield Township. Aangrenzende plaatsen zijn lichtgrijs, andere naburige plaatsen donkergrijs. Steden zijn onderstreept.

Bloomfield Township omsingelt bijna het volledige grondgebied van de stad Bloomfield Hills. Verder grenst het aan (vanaf het noordwesten en met de klok mee): 
- Pontiac (stad, hoofdplaats Oakland County)
- Auburn Hills (stad)
- Rochester Hills (stad)
- Troy (stad)
- Birmingham (stad)
- Beverly Hills (dorp)
- Bingham Farms (dorp)
- Franklin (dorp)
- Farmington Hills (stad)
- West Bloomfield Township (township)
- Sylvan Lake (stad)

De vorm van Bloomfield Township is best opmerkelijk te noemen (zie detailkaart). Het grondgebied valt te vergelijken met een rechthoek waarvan de zuidoostelijke hoek weggevallen is en Birmingham toekomt. Het stadje Bloomfield Hills is overigens bijna volledig omringd door Bloomfield Township, enkel een zeer klein stukje grondgebied verbindt het met het stadje Birmingham, via de voormelde hoek. Voorts heeft het township ook een exclave binnen het grondgebied van Birmingham, namelijk de Birmingham Golf Club.

### Grondgebruik
In 2006 werd het gebruik van de beschikbare oppervlakte van het township in kaart gebracht. Deze verdeling was als volgt:
| Soort bebouwing          | % van oppervlak |
| ------------------------ | --------------- |
| Residentiële bebouwing   | (71,5%)         |
| Commerciële bebouwing    | (2,0%)          |
| Kantoren                 | (1,0%)          |
| Lichte industrie         | (0,5%)          |
| Institutionele bebouwing | (5,1%)          |
| Recreatiegebied          | (5,3%)          |
| Water                    | (8,5%)          |
| Ongebruikt terrein       | (5,9%)          |

### Hydrografie

#### Waterlopen
In het uiterste oosten van Bloomfield Township stroomt de hoofdtak van de River Rouge (ook: Rouge River), een relatief grote zijrivier van de Detroitrivier. In de zuidwestelijke hoek van het township stroomt dan weer de Franklinrivier, die een zijrivier is van de voorschreven Rouge River.

#### Meren
Het 67,4 km² (6740 ha) grote gebied dat Bloomfield Township beslaat, is – voornamelijk in de westelijke helft – bezaaid met kleine en grotere meren. Het totale wateroppervlak beslaat dan ook zo'n 3,53 km², oftewel 353 hectare. Met al de kleinere meertjes bijgeteld, komt men al gauw aan een totaal van rond de 100. De grootste meren van het township zijn Lower Long Lake (± 75 ha) en het daarin afwaterende Upper Long Lake (± 50 ha), die beiden ook enkele kleine eilanden herbergen. De meren die in grootte op de derde, vierde en vijfde plaats staan, zijn Island Lake, Wing Lake en Square Lake. Deze hebben allen een oppervlakte van tussen de 35 en 45 ha.

## Transport
Er lopen heel wat belangrijke verkeersaders doorheen het grondgebied van Bloomfield Township. Zo lopen de Telegraph Road of Route 24 (Michigan-Colorado) en de Woodward Avenue of M-1 doorheen het township, beide banen hebben 4 rijvakken per rijrichting. De gemeente heeft ook een afrit van de Interstate 75, die noordelijk Michigan met zuidelijk Florida verbindt (deze heeft slechts 3 rijvakken per rijrichting).

## Demografie

#### volkstelling 2000
Volgens de volkstelling van 2000 woonden er toen 43.023 mensen in het township en was er een bevolkingsdichtheid van meer dan 665 mensen per vierkante kilometer. Het aantal vrouwen bedroeg 51,5%, tegenover 48,5% mannen. De etniciteit was als volgt verdeeld:
- Blanken: 87,70%
- Afro-Amerikanen: 4,30%
- Indianen: 0,08%
- Aziaten: 6,47%
- Pacifische eilanders: 0,05%
- andere rassen: 0,29%
- Hispanics: 1,38%

Het gemiddelde jaarinkomen van een huishouden bedroeg $103.897, terwijl dat van een familie $123.381 bedroeg. Met dit hoge gemiddelde jaarinkomen stond Bloomfield Township op de 54e plaats in de lijst van alle Amerikaanse plaatsen (met meer dan 10.000 inwoners). In 2007 waren deze inkomenscijfers nog verder gestegen tot respectievelijk $119.233 en $144.033. Het inkomen per capita bedroeg in 2000 zo'n $62.716, meer dan het dubbele van het Amerikaanse gemiddelde. Een groep van 2,5% van de inwoners leefde onder de armoedegrens.

#### Demografische evolutie
In de jaren 1950 en 1960 vond er een ongekende bouwwoede plaats in Bloomfield Township. Tussen 1950 en 1960 steeg het inwoneraantal met bijna 19.000 inwoners en in de tien daaropvolgende jaren kwamen er nog eens meer dan 20.000 bij. In 20 jaar tijd vertienvoudigde de bevolking dus. In het jaar 1970 was het township al verzadigd en terechtgekomen in de situatie waarin het zich vandaag nog bevindt: op vier golfterreinen en enkele groengebieden na is bijna alle bebouwbare oppervlakte effectief bebouwd. Weliswaar gaat dit bijna uitsluitend over huizen met relatief grote en beboste tuinen, op luchtbeelden is deze grote stedelijke buitenwijk van Detroit dan ook voornamelijk als een groen gebied te zien (een "groene long").
In de daaropvolgende jaren was er dan ook zeer weinig verandering in het bevolkingsaantal. Tussen 1970 en 2000 steeg de bevolking maar met 235 eenheden meer, oftewel een stijging van slechts 0,5% in dertig jaar tijd. Rond de eeuwwisseling kwam er wel een kentering. Tussen 2000 en 2005 verloor Bloomfield 1160 inwoners (-2,7%) en in de vijf daaropvolgende jaren daalde het aantal inwoners met 793 stuks (-1,9%). In tien jaar tijd daalde de totale bevolking dus met een kleine 2000 inwoners, wat een daling van zo'n 4,5% vertegenwoordigt.

## Cultuur

### Religie

#### Christelijke gebedshuizen
Het christendom, en dan voornamelijk het protestantisme, is zeer sterk vertegenwoordigd in Bloomfield Township. Op het grondgebied bevinden er zich 13 kerken van allerlei verschillende confessies. De best vertegenwoordigde christelijke stromingen - op het vlak van het aantal kerken - zijn de lutheranen (3 kerken) en de katholieken (2 kerken). Verder hebben ook de Jehovah's getuigen, de baptisten, de presbyterianen, de Jezuïeten, de episcopalisten, de methodisten, de aanhangers van de Churches of Christ en de aanhangers van de United Church of Christ ieder één kerk.
| Naam                                        | Geloofsgroep                    | Adres                         |
| ------------------------------------------- | ------------------------------- | ----------------------------- |
| Beautiful Savior Lutheran Church            | lutherse kerk                   | Adams Road 5631               |
| Birmingham Congregation Jehovah's Witnesses | Jehovah's getuigen              | West Fourteen Mile Road 21950 |
| Bloomfield Hills Baptist Church             | Baptisme                        | Telegraph Road 3600           |
| Cross of Christ Lutheran Church             | lutherse kerk                   | Lone Pine Road 1100           |
| Franklin Road Church of Christ              | Churches of Christ              | Franklin Road 1400            |
| Kirk in the Hills Presbyterian Church       | presbyterianisme                | West Long Lake Road 1340      |
| Manresa Jesuit Retreat House                | Sociëteit van Jezus (Jezuïeten) | Quarton Road 1390             |
| Nativity Episcopal Church                   | episcopalisme                   | West Fourteen Mile Road 21220 |
| Pilgrim Congregational Church of Birmingham | United Church of Christ         | North Adams Road 3061         |
| Saint Andrew Lutheran Church                | lutherse kerk                   | Telegraph Road 6255           |
| Saint Owens Catholic Church                 | katholieke kerk                 | Franklin Road 6869            |
| Saint Regis Catholic Church                 | katholieke kerk                 | Lincoln Road 3695             |
| Saint Paul Methodist Church                 | methodisme                      | East Square Lake Road 165     |

#### Joods gebedshuis
In Bloomfield bevindt zich ook één joods gebedshuis.
| Naam           | Geloofsgroep | Adres               |
| -------------- | ------------ | ------------------- |
| Temple Beth El | jodendom     | Telegraph Road 7400 |

## Onderwijs
Het overgrote deel van het grondgebied van het township maakt op het vlak van openbaar lager onderwijs deel uit van het Bloomfield Hills School District (BHSD), slechts enkele uithoeken vormen een uitzondering op de regel. Zo maakt de zuidoostelijke hoek deel uit van de Birmingham Public Schools, maakt de noordwestelijke hoek deel uit van het Avondale School District en is een klein stuk in het noorden aangesloten bij het Pontiac School District.
De enige highschool die deel uitmaakt van het BHSD, is de in Bloomfield Township gelegen Bloomfield Hills High School. Deze kwam in 2013 tot stand na de fusie van de Andover High School en de Lahser High School.
De lagere schoolafdeling van de Detroit Country Day School zijn hier gevestigd, net als deze van de Cranbrook Schools, de Brother Rice High School, de Marian High School en de International Academy. Ook gaan de lessen van de French School of Detroit door op het grondgebied van het township, namelijk in de Meadow Lake Elementary School.

## Sport
Bloomfield Township is de thuisbasis van de Detroit Skating Club, waar vele absolute topschaatsers vanuit diverse streken getraind hebben. Hierbij horen onder meer de kunstschaatsster Tara Lipinski en de ijsdansers Nathalie Pechalat en Fabian Bourzat. Een van de bekende coaches was Massimo Scali.
In Bloomfield township zijn ook heel wat golfgelegenheden aanwezig. Zo zijn er twee countryclubs, namelijk de Oakland Hills Country Club en de Forest Lake Country Club. Ook zijn er twee specifieke golfclubs, namelijk het Wabeek Golf Course en de Birmingham Golf Club.

## Gelegen in de gemeente

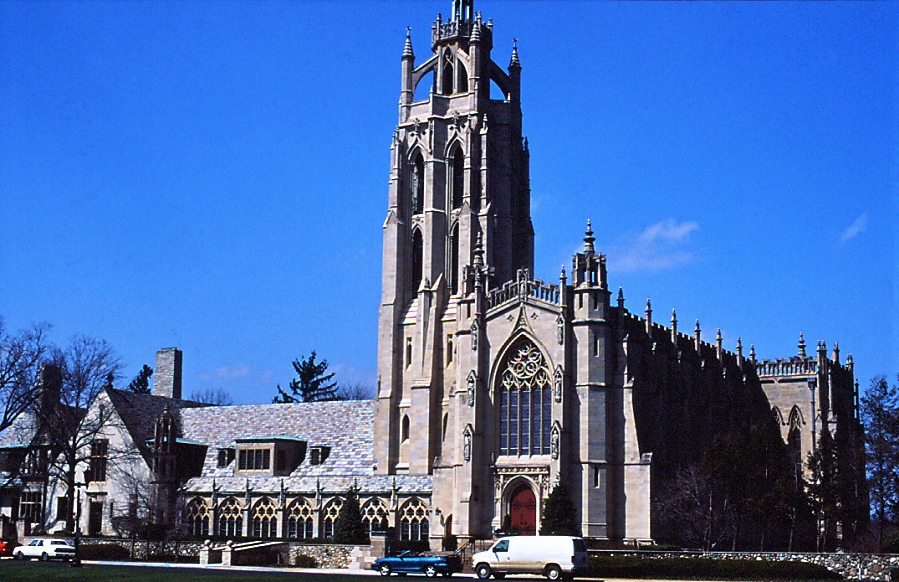
presbyteriaanse Kirk in the Hills (gebouwd in 1958)

- Detroit Country Day School (opgericht in 1914)
- Franklin Cider Mill, een watermolen waar appelcider wordt gemaakt op waterkracht (gebouwd in 1837)
- Kirk in the Hills, een grote presbyteriaanse kerk (gebouwd in 1958)
- Oakland Hills Country Club, een grote countryclub (opgericht in 1914)
- Temple Beth El, een modernistisch joods gebedshuis (gebouwd in 1973)

## Evenementen
- Jaarlijkse golfpartij ten voordele van het brandweerkorps van Bloomfield Township (sinds 1986)
- Bloomfield Township Classic Car Show, steeds samenvallend met de Woodward Dream Cruise (sinds 2004)
- Bloomfield Township Open House (jaarlijkse opendeurdag van de townshipsdiensten)[19]

## Bekende (ex-)inwoners

### Geboren in Bloomfield
- Elizabeth Reaser (1975), film-, televisie- en toneelactrice (bekend van Grey's Anatomy en The Twilight Saga)

### Gewoond in Bloomfield
- Fred Blanding (1888-1950), honkbalspeler (bij de Cleveland Indians)
- Bob Kula (1967), american-footballspeler (bij de Montreal Machine)
- Ben Wallace (1974), basketballer (bij de Detroit Pistons)